# Die Nanny

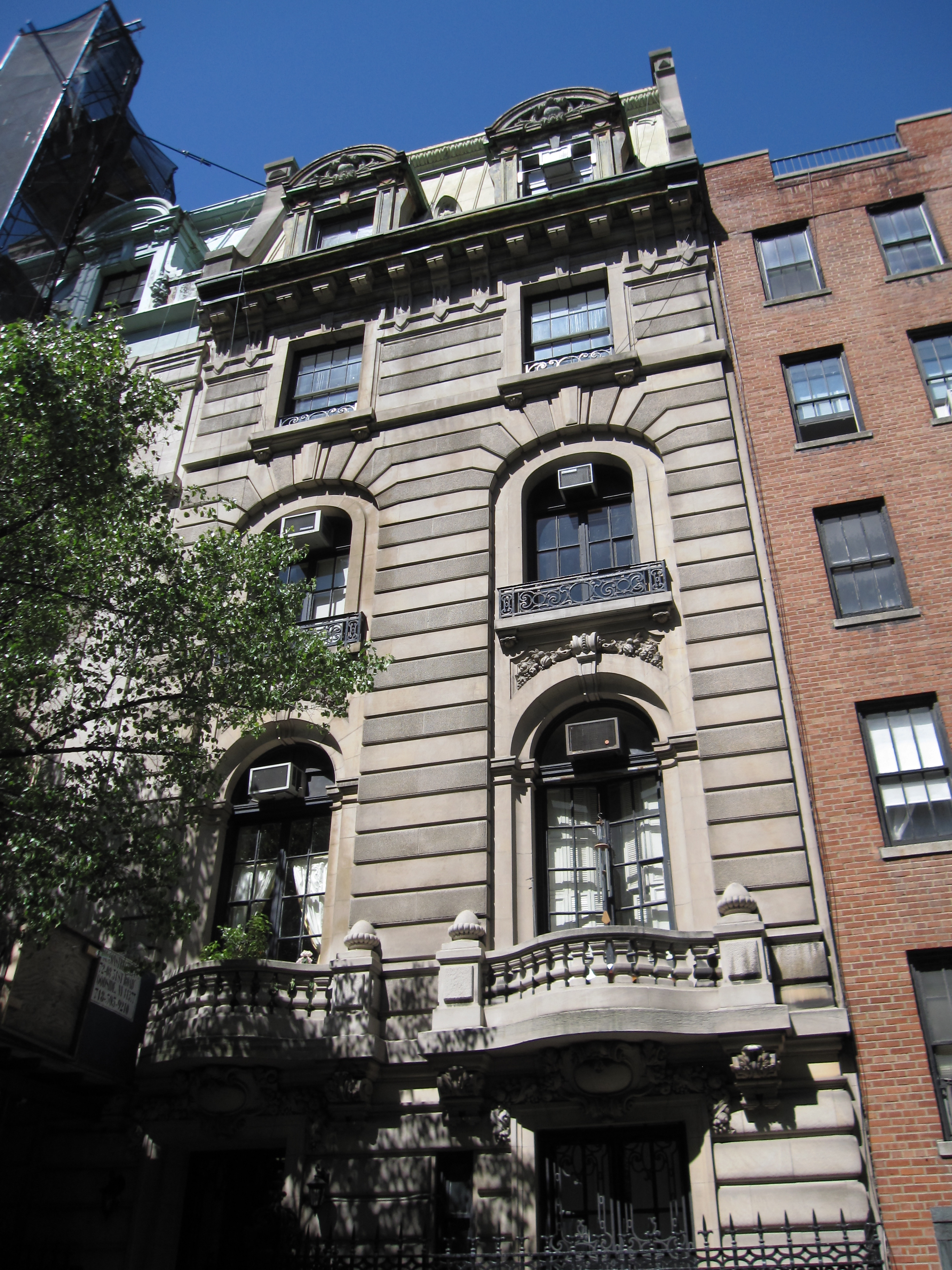
7 East 75th Street auf der Upper East Side diente als Haus der Sheffields bei Außenaufnahmen

Die Nanny (Originaltitel: The Nanny) ist eine US-amerikanische Sitcom, die von 1993 bis 1999 vom Sender CBS produziert und in mehr als hundert Ländern ausgestrahlt wurde.

## Inhalt
Die Brautmodenverkäuferin Francine „Fran“ Joy Fine aus Flushing, Queens, verliert sowohl Heim als auch Job, als ihr Langzeitverlobter und Chef Danny Imperiali sie mit ihrer Highschool-Rivalin Heather Biblow betrügt und schließlich vor die Tür setzt. Als sie kurz darauf als Verkäuferin von Make-up durch Zufall in einen Vorstellungstermin für die Stelle eines Kindermädchens (englisch nanny) tappt, ergreift Fran ihre Chance und bewirbt sich als solches im Hause des verwitweten Broadway-Produzenten Maxwell Sheffield, welcher sie aus Mangel an Alternativen einstellt und zudem in seinem Hause beherbergt. Obwohl Mr. Sheffield zunächst kaum mit der lockeren Lebensweise seiner neuen Angestellten umzugehen weiß und Fran ständig bei der feinen New Yorker Gesellschaft aneckt, gelingt es ihr im Laufe der Zeit, sowohl die drei Kinder Maggie, Brighton und Gracie als auch Mr. Sheffield von ihren Qualitäten, Fähigkeiten und ihrem Charme zu überzeugen und Sheffield nach fünf Jahren schließlich zu heiraten, wobei auch dies natürlich nicht ohne Probleme geschieht.
Einen Verbündeten im Hause Sheffield findet Fran vor allem in Niles, dem überaus neugierigen und spitzzüngigen Butler der Familie. Dabei teilen beide vor allem eins: tiefe Abneigung gegenüber Maxwells langjähriger Geschäftspartnerin Chastity Claire „C. C.“ Babcock, einer ebenso hochmütigen wie skrupellosen Millionenerbin, die für Niles zunächst nicht mehr als Sarkasmus übrig hat und in Fran lediglich eine weitere Rivalin im Kampf um den Platz an Maxwells Seite sieht.
Mehr oder weniger gern gesehene Gäste im Hause Sheffield sind mitunter Frans esssüchtige Mutter Sylvia, ihre im Altersheim lebende senile Großmutter Yetta sowie Frans naive Kindheitsfreundin, Valerie „Val“ Toriello.

## Figuren

### Hauptcharaktere

#### Fran Fine
Francine „Fran“ Joy Fine (später Francine Sheffield) ist die Hauptperson der Serie. Fran zeichnet sich optisch durch ihre toupierten Haare und ihre aufreizende und extravagante Kleidung aus. Sie trägt fast ausschließlich Miniröcke und dazu passende Pumps, dies sogar bei ihrer Arbeit im Haus. Weiteres Charakteristikum ist ihre schrill-nasale Stimme (im Original besser hörbar als im Deutschen), noch unterstrichen durch ihren New Yorker Dialekt, und ihre Angewohnheit, viel zu reden.
Während sie eigentlich arbeiten sollte, verbringt sie die meiste Zeit damit, Tee zu trinken oder sich um ihre eigenen Probleme zu kümmern. Trotzdem schafft sie es, die schüchternen und frechen Kinder so zu erziehen, dass diese selbstbewusst werden. Sie hat schon nach kürzester Zeit ein sehr inniges Verhältnis zu den Kindern, die ihr bald mehr anvertrauen als ihrem Vater. Frans größtes Hobby, ausgiebig zu shoppen, führt nicht selten dazu, dass ihre Kreditkarte gesperrt wird. Sie besitzt ein ausgeprägtes Faible für Berühmtheiten aus Film, Fernsehen und Musik, wobei sie insbesondere Barbra Streisand sehr verehrt.
Fran hat nach der Trennung von ihrem Verlobten Danny Probleme, eine feste Beziehung aufzubauen, obwohl sie etliche Männer kennenlernt: Auch wenn sie sich anfangs gut verstehen, erfährt Fran später jeweils etwas über ihn, was schließlich zur Trennung führt. Außerdem ist sie seit Beginn in Maxwell verliebt, hat aber nicht den Mut, dies zuzugeben. Im Verlauf der Serie kommen sich beide näher, heiraten schließlich und werden Eltern von Zwillingen.
Frans Familie ist jüdisch, was immer wieder betont wird. Sie lebt zwar nicht koscher, feiert aber die Feste.
Fran versucht mit allen Mitteln, ihr tatsächliches Alter zu verschleiern. Obwohl es nie klar genannt wird, erhält der aufmerksame Zuschauer öfter Hinweise. So gibt Fran in der Pilotfolge an, 29 Jahre alt zu sein, was jedoch von dem Butler Niles mit einem zweifelnden Lächeln quittiert wird. In der Folge „Heirate niemals eine Jüngere!“ (Staffel 5, Folge 9) wird ihr Alter jedoch zweifelsfrei bekannt, als sie behauptet, im Jahr 1970 geboren worden zu sein und ein gemurmeltes „sechs Jahre mehr oder weniger“ hinzufügt. Gemessen am Zeitpunkt des Drehs ist Fran also in dieser Folge 33 (± sechs) Jahre alt, was wiederum ein Indiz dafür ist, dass sie zu Beginn der Serie 29 Jahre alt war (aber eben ± sechs Jahre). Das reale Geburtsjahr der Darstellerin Fran Drescher ist 1957, somit war sie zu Beginn der Dreharbeiten ca. 36 Jahre alt. In der Serie bemerkt ihr Arbeitgeber Maxwell, dass nicht mal die CIA ihr wahres Alter herausfinden konnte.

#### Maxwell Sheffield
Maxwell „Max“ Beverly Sheffield ist der Chef von Fran und Niles sowie der Vater von Maggie, Brighton und Gracie und somit das Oberhaupt der Familie. Mr. Sheffield stammt aus gutem, englischem Haus und genoss eine elitäre Ausbildung in Eton, erfuhr jedoch nur wenig Liebe von seinen Eltern. Seine Frau Sara starb als ihre jüngste Tochter Gracie noch sehr jung war. Mr. Sheffield kommt schwer über den Verlust hinweg; er trägt noch lange nach dem Tod seiner Frau seinen Ehering und will keine neue Beziehung eingehen, weswegen er sich lange Zeit seine Gefühle für Fran nicht eingestehen will, erst nach fast fünf Jahren eine Beziehung mit ihr beginnt und sie schließlich heiratet. Mr. Sheffield stellt charakterlich den typischen Engländer dar: Er ist pingelig, häufig genervt und bleibt bei seiner Meinung, egal, wer versucht, ihn umzustimmen. Dies führt dazu, dass seine Handlungen häufig vorhersehbar sind und die anderen Personen schon vorher wissen, wie er reagiert.
Mr. Sheffield ist hauptberuflich Broadway-Produzent, der aufgrund seiner Arbeit jedoch wenig Zeit für seine Familie hat. Er ist wohlhabend und lebt gemeinsam mit den Kindern, Fran und Niles in einem luxuriösen Haus auf der Upper East Side, einem der teuersten Viertel New Yorks. Der ganz große Durchbruch als Produzent bleibt ihm jedoch verwehrt, auch weil er berühmte Musicals wie Cats ablehnte, was ihm durch die ganze Serie vorgehalten wird. Im Konkurrenzkampf mit Andrew Lloyd Webber zieht er regelmäßig den Kürzeren. In der letzten Staffel erhält er ein Angebot, in Kalifornien eine Fernsehserie zu produzieren, weswegen er mit der Familie dorthin zieht.

#### Margaret Sheffield
Margaret „Maggie“ Sheffield ist Mr. Sheffields älteste Tochter. Sie ist sehr hübsch, aber extrem schüchtern und verängstigt und hat zu Beginn der Serie keine eigene Persönlichkeit, keine eigene Meinung und keine Freunde. Später wird sie aber, bedingt durch den Einfluss von Fran, selbstbewusst und hat auch mehrere Beziehungen. Fran lässt sie ihre eigene Attraktivität erkennen und lehrt sie, die Waffen einer Frau zu erkennen und in Grenzen einzusetzen. Dies führt immer zu Unstimmigkeiten zwischen Fran, die die Beziehungen duldet, und Mr. Sheffield, der in Maggie immer noch das kleine Mädchen sieht. In Folge 19 der sechsten Staffel heiratet sie das Unterwäschemodel Michael (gespielt von Andrew Levitas), mit dem sie nach Europa zieht.

#### Brighton Sheffield
Brighton Milhouse Sheffield ist Mr. Sheffields zweites Kind. In den ersten Folgen ist Brighton ein freches, unerzogenes Kind, dessen Lieblingsbeschäftigung es ist, Selbstmorde vorzutäuschen und seine Schwestern zu ärgern. Mit den früheren Nannys im Hause Sheffield kam er nicht klar, wohingegen er Fran sofort ins Herz schloss. Wie auch Margaret hat Brighton große Probleme, Freunde zu finden. Im Laufe der Zeit bessert sich sein Verhalten. Eine Freundin findet Brighton über das gesamte Seriengeschehen aber nicht. Am Ende der letzten Staffel entschließt er sich, trotz Studienplatzangebot in Harvard dazu, für ein Jahr durch Frankreich zu reisen.

#### Grace Sheffield
Grace „Gracie“ Sheffield ist die jüngste Tochter Mr. Sheffields. Am Anfang ist Gracie in therapeutischer Behandlung und hat wie ihre Geschwister keine Freunde. Hat Margaret Sheffield zum Serienbeginn keine eigene Persönlichkeit, so hat Gracie gleich mehrere. Dies führt dazu, dass Gracie sogar eine imaginäre Freundin erfindet. Insbesondere in den frühen Folgen tritt Gracie bisweilen sehr altklug auf bzw. macht für ihr Alter viel zu komplexe und teils wissenschaftliche Aussagen, worauf ihre Geschwister häufig genervt reagieren. Nachdem Fran sich viel mit ihr beschäftigt, verlässt Gracie die Therapie und kann sich besser ihrem Umfeld anpassen. Sie wird im Serienverlauf immer normaler und entwickelt sich zu einer selbstbewussten und recht hübschen Teenagerin, was ihr auch zunehmend bewusst wird. Gracie ist zudem sehr intelligent, was Fran gerne auch mal ausnutzt.
Gracie zieht am Serienende mit nach Kalifornien.

#### Niles
Niles ist der Butler und gelegentliche Chauffeur im Haushalt der Sheffields, allerdings verbringt er seine Zeit lieber damit, seine Nase in die Angelegenheiten der Sheffields und Fines zu stecken, in dem er beispielsweise durch Schlüssellöcher spioniert oder die Gegensprechanlage einschaltet, um zu hören, worüber die anderen Hausbewohner reden. Dies führt dazu, dass Niles fast immer Bescheid weiß, was im Sheffield-Haus alles vor sich geht. Wie Fran lebt auch er im Hause der Sheffields. Niles und Mr. Sheffield kennen einander seit ihrer Kindheit, da Niles’ Vater der Butler von Mr. Sheffields Eltern war. Niles’ Kindheitstraum war es, Rechtsanwalt zu werden (dies wird in einer Folge auch in Form einer Rückblende gezeigt, die Niles und Mr. Sheffield als Kinder bzw. Jugendliche zeigt); daraus wurde aber nichts, und deshalb hat Mr. Sheffield ihn von der Straße geholt und eingestellt. Durch die gemeinsame Vergangenheit zwischen Niles und Mr. Sheffield entwickelt sich zwischen den beiden eine Freundschaft, in der beide Rat bei dem anderen suchen und sich damit versuchen zu helfen. Niles möchte zudem seit der ersten Staffel Mr. Sheffield und Fran zusammenbringen, indem er immer wieder kleine Andeutungen macht, welche die beiden aber in den meisten Fällen nie bemerken oder verstehen. Niles hasst seinen Job und sein schlechtes Gehalt, was in den späteren Staffeln immer offensichtlicher wird und was häufig eine Vorlage für Beleidigungen seitens C. C.s ist. Sich mit C. C. zu streiten und sie ebenfalls zu beleidigen, gehört zu Niles’ Lieblingsbeschäftigungen, allerdings ist dies eine Art Hassliebe. Niles ist gut mit Fran befreundet. Sein Nachname wird nie genannt. In der letzten Folge heiraten Niles und C. C. und es stellt sich heraus, dass C. C. von Niles schwanger ist. Niles begleitet die Sheffields gemeinsam mit C. C. nach Kalifornien.

#### C. C. Babcock
Chastity Claire „C. C.“ Babcock ist Maxwell Sheffields Geschäftspartnerin. Wie Mr. Sheffield stammt sie aus reichem Haus und ist Millionärin. Sie verhält sich häufig arrogant, egoistisch und böswillig und ist unfähig, in irgendeiner Art Mitgefühl zu zeigen, wodurch sie in ihrem Umfeld unbeliebt ist. Sie besitzt einen Spitz namens Chester, den ihr Mr. Sheffield in der ersten Staffel schenkt, weil er C. C. für einsam hält. Jedoch hasst Chester sie, pflegt aber ein sehr gutes Verhältnis zu Fran. C. C. vergisst diesen häufig (beabsichtigt und unbeabsichtigt). Ihre Eltern leben getrennt und sie hat keine leichte Beziehung zu ihrem Vater, der das genaue Gegenteil von C. C. ist. Sie hat auf Grund ihres Charakters zudem keinen Erfolg in der Liebe, versucht aber alles, um einen Mann zu bekommen, teils sogar in New Yorker Spelunken. Ihr Hauptaugenmerk gilt allerdings klar Mr. Sheffield, den sie regelmäßig zu bezirzen versucht, was dieser allerdings ebenso regelmäßig abblockt, obwohl er sie als Geschäftspartnerin schätzt. C. C. betrachtet die attraktive Fran als bittere Rivalin und lässt keine Gelegenheit aus, sie vor Mr. Sheffield schlecht zu machen, wobei dieser sich meist auf Frans Seite stellt. Als sie erfährt, dass Mr. Sheffield Fran heiraten wird, erleidet sie einen Zusammenbruch und wird in eine psychiatrische Klinik eingewiesen.
Sie führt eine Hassliebe mit dem Butler Niles. Die beiden spielen sich gegenseitig Streiche und beleidigen sich, aber im Laufe der Serie kristallisiert sich immer mehr heraus, dass sich hinter den beleidigenden Worten Gefühle verstecken. Ihr vollständiger Name wird erst in der letzten Folge genannt, vorher wird sie entweder C. C. (von Mr. Sheffield) oder Miss Babcock (von allen anderen) genannt. C. C. und Niles heiraten in der letzten Folge und es stellte sich heraus, dass C. C. von Niles schwanger ist. C. C. begleitet die Sheffields gemeinsam mit Niles nach Kalifornien.

### Nebencharaktere

#### Valerie Toriello
Valerie „Val“ Toriello ist Frans beste Freundin, die sie schon seit Schulzeiten kennt. Val ist dümmlich-naiv, begreift teils einfachste Zusammenhänge nicht und übersieht häufig auch offensichtliche Ironie. Val arbeitet in Gelegenheitsjobs und wohnt auch mit über 30 noch bei ihrer Mutter. Ähnlich wie Fran hat auch Val Probleme, einen Freund zu finden, und ist lange Zeit Single. Gegen Ende der Serie lernt sie Fred, einen Angestellten in einer Apotheke kennen, mit dem sie eine Beziehung beginnt. Val und Fred ziehen mit den Sheffields nach Kalifornien.

#### Sylvia Fine
Sylvia Fine ist Frans Mutter und fällt (wie Fran) durch ihre toupierten Haare und farbenfrohe Kleidung auf. Sylvia ist esssüchtig und übergewichtig. Sie ist eine gutmütige Person, ist allerdings zugleich penetrant, indem sie sich regelmäßig selbst bei Fran und den Sheffields einlädt und dort ausgiebig deren Mahlzeiten isst. Ihre größte Sorge ist es, dass ihr Blutzuckerspiegel zu niedrig werden könnte, weswegen sie Pralinen griffbereit hat. Sylvias großer Wunsch ist es, dass Fran endlich einen reichen Mann heiratet und zusammen mit diesem ein Kind bekommt.

#### Morty Fine
Morty Fine ist Frans Vater und Sylvias Mann. Bis einschließlich Folge 9 der sechsten Staffel ist er, wenn überhaupt, nur von hinten zu sehen. Er wird allerdings mehrmals erwähnt, wenn z. B. Sylvia nach ihm ruft. Nur in den Folgen 9, 15 und 21 der sechsten Staffel ist Morty komplett zu sehen. Morty ist Rentner und ein großer Footballfan. Er verbringt viel Zeit vor dem Fernseher. Außerdem trägt er ein Toupet. Nachdem er und Sylvia zwischenzeitliche Pläne schmiedeten, als Altersruhesitz nach Florida zu ziehen, entschließen sie sich dafür, mit Fran und ihrer Familie nach Kalifornien zu ziehen.

#### Yetta Rosenberg
Yetta Rosenberg ist Sylvias Mutter und somit Frans Großmutter. Sie wohnt in einem Altenheim, welches Fran mit den Sheffields häufiger besucht, hält sich aber häufig im Hause der Sheffields auf. Yetta ist senil und vergesslich. So hält sie zum Beispiel Mr. Sheffield für Frans Ehemann, C. C. für eine Affäre Maxwells und seine Kinder, deren Namen sie ebenfalls vergisst, für ihre Urenkel. Sie war lange Zeit verheiratet, jedoch erstickte ihr Ehemann (vor Beginn des Seriengeschehens) an einem Hühnerknochen. Im späteren Serienverlauf lernt sie Sammy (gespielt von Ray Charles) kennen, den sie heiratet. Sie zieht ebenfalls gemeinsam mit den Sheffields nach Kalifornien.

## Besetzung und Synchronisation
Die Serie wurde bei der Plaza Synchron in München vertont. Matthias von Stegmann und Carina Krause verfassten die Dialogbücher. Gert-Günther Hoffmann führte die Dialogregie der ersten Staffel, diese Aufgabe wurde für die zweite und dritte Staffel von Susanna Bonasewicz übernommen. Die Dialogregisseure der restlichen Staffeln waren Axel Malzacher und Matthias von Stegmann.
| Rolle               | Schauspieler                          | Deutscher Synchronsprecher                                | Hauptrolle (Staffel) | Nebenrolle (Staffel) |
| ------------------- | ------------------------------------- | --------------------------------------------------------- | -------------------- | -------------------- |
| Fran Fine/Sheffield | Fran Drescher                         | Susanna Bonasewicz                                        | 1.01–6.22            |                      |
| Maxwell Sheffield   | Charles Shaughnessy                   | Thomas Fritsch                                            | 1.01–6.22            |                      |
| Niles               | Daniel Davis                          | Horst Sachtleben                                          | 1.01–6.22            |                      |
| C. C. Babcock       | Lauren Lane                           | Christina Hoeltel                                         | 1.01–6.22            |                      |
| Maggie Sheffield    | Nicholle Tom                          | Stefanie von Lerchenfeld                                  | 1.01–6.22            |                      |
| Brighton Sheffield  | Benjamin Salisbury                    | Tobias Großkopf                                           | 1.01–6.22            |                      |
| Gracie Sheffield    | Madeline Zima                         | Farina Brock                                              | 1.01–6.22            |                      |
| Sylvia Fine         | Renée Taylor                          | Marianne Wischmann                                        | 6.01–6.22            | 1.01–5.23            |
| Morty Fine          | Morty Drescher, später Steve Lawrence | Verschiedene (vor 6.13); Norbert Gastell (ab 6.13)        |                      |                      |
| Yetta Rosenberg     | Ann Guilbert                          | Haide Lorenz (Staffel 1–3) Ingeborg Lapsien (Staffel 4–6) | 6.03–6.22            | 1.02–5.23            |
| Val Toriello        | Rachel Chagall                        | Maria Böhme                                               | 6.02–6.22            | 1.01–5.23            |

## Gastauftritte

### Charaktere
| - Jason Alexander – Jack, blinder Mann - Pamela Anderson – Heather Biblow, Dannys Ehefrau - Bess Armstrong – Sara Sheffield, Maxwells verstorbene Ehefrau - Dan Aykroyd – Kühlschrankmonteur - Scott Baio – Dr. Frankie Cresitelli - Ivana Miličević - Tasha, Popstar - Roseanne Barr – Sheila, Frans Cousine - Milton Berle – Manny, Frans Onkel - Corbin Bernsen – Glen Mitchell - Eric Braeden – Frank Bradley - Philip Casnoff – Kantor Gerry - Ray Charles – Sammy, Yettas späterer Verlobter - Joan Collins – Joan Sheffield, Maxwells Stiefmutter - María Conchita Alonso – Concepcion, Maxwells Halbschwester - Coolio – Irwin, Sammys Neffe - Marilyn Cooper - Nettie Fine, Grandma Nettie - Robert Culp – C. C.s Vater - Tyne Daly – Mona - Lesley-Anne Down – Chloe Simpson - Mortimer Drescher – Stanley Rosenberg, Frans Onkel - Nora Dunn – Dr. Reynolds - Zack Norman – Jack, Frans Onkel - Nancy Frangione – Marsha, Frans Cousine - Spalding Gray – Dr. Jack Miller, Psychiater - Marvin Hamlisch – Frans früherer Musiklehrer - Lainie Kazan – Freida Fine, Frans Tante | - Harry Hamlin – Psychologie-Professor Steve - Richard Kind – Jeffrey Needleman, Frans ehemaliger Mitschüler, Taxifahrer - Steve Lawrence – Morty Fine, Frans Vater - Cloris Leachman – Klara Müller, Maxwells frühere Nanny - Rich Little – IRS-Agent - Lorna Luft – Susan, Frans Cousine - James Marsden – Eddie, Maggies Verehrer - Dakin Matthews – Dean Sterrett - Ron Melendez – Peter - Dina Merrill – Elizabeth Sheffield, Maxwells Mutter - Loren Michaels – Barbra Streisand - Rita Moreno – Frans und Maggies Turnlehrerin - Donald O’Connor – Fred, Freidas Mann - Catherine Oxenberg – Sydney Mercer, Maxwells lesbische Beraterin - Jonathan Penner – Danny Imperiali, Frans Ex-Verlobter - Ellen Ratner – Nadine Fine, Frans Schwester - Ray Romano – Ray Barone - Joey Slotnick – Fransom, Hundeentführer und Kidnapper von Fran und Val - Jon Stewart – Bobby - Liz Torres – Mutter von Concepcion - Twiggy – Jocelyn Sheffield #1 - Joan Van Ark – Margo Lange - Harry Van Gorkum – Nigel Sheffield, Maxwells Bruder - Robert Vaughn – James Sheffield, Maxwells Vater - Sophie Ward – Jocelyn Sheffield #2 |

### Cameos
(Als sie selbst)
| - Cindy Adams - Burt Bacharach - Bob Barker - Peter Bergman - Michael Bolton - Dr. Joyce Brothers - Carol Channing - Chevy Chase - Roger Clinton - Barbara Crampton - Billy Ray Cyrus - John Davidson - Céline Dion - Donna Douglas - Fran Drescher (spielte in Staffel 5 Folge 3 Bobbi Flekman und verkörperte in Staffel 6 Folge 20 neben Fran Sheffield auch sich selbst) - Erik Estrada - David Furnish - Estelle Getty - Bob Goen - Whoopi Goldberg (verkörperte in Staffel 5 auch die Fotografin Edna) - Eydie Gormé - Hugh Grant | - Ron Greschner - Florence Griffith-Joyner - Bryant Gumbel - Monty Hall - Elton John - Roslyn Kind - Eartha Kitt - Richard Kline - Patti LaBelle - Joe Lando - Steve Lawrence (verkörperte in Staffel 6 auch Frans Vater Morty) - Brook Lee - Jay Leno - David Letterman - Shari Lewis - Alicia Machado - Marla Maples - Jayne Meadows - Lorne Michaels - Bette Midler - Rosie O’Donnell (verkörperte in Staffel 3 auch die französische Taxifahrerin Cozette) | - Leslie Moonves - Joshua Morrow - Todd Oldham - Sally Jessy Raphael - Lynn Redgrave - Caroline Rhea - Ray Romano - Melody Thomas Scott - Monica Seles - Brian Setzer - Jane Seymour - Liz Smith - Elizabeth Taylor - Gordon Thomson - Alex Trebek - Donald Trump - Hunter Tylo - Ben Vereen - Bruce Vilanch |

## Humor
Die Serie zeichnet sich durch eine Reihe erfolgreicher Running Gags aus, die – abhängig von Charakter oder Paarung (zumeist Fran und Maxwell, Niles und C. C. oder auch Maggie und Brighton) – auch als satirische Vorlagen für andere Figuren in der Sendung dienten. Dazu zählen:
- Frans Berichte über ihre verschrobenen Verwandten
- ihre schrille Stimme
- ihre Unfähigkeit, ihr wahres Alter zuzugeben, und ihr außergewöhnliches Talent, ebenjenes zu vertuschen
- ihre ungewöhnlich farbenfrohe Kleidung; oft tragen Fran, Sylvia und Yetta ähnliche Kleidungsstücke. Gelegentlich auch weitere Gaststars, wie beispielsweise Joan Collins
- ihre Vorliebe für Barbra Streisand
- ihr ungezügelter Drang, sich in alles einzumischen
- ihr Ausruf „Oh mein Gott!“, wenn sie andere in peinlichen Situationen überrascht
- Sylvias stöhnender Ausruf „Oy!“, wenn ihr etwas Schreckliches klar wird
- Frans Appell „Oh, Mr. Sheffiiiield!“, kombiniert mit Sheffields wutentbranntem „Ms. Fiiine!“
- nach der Heirat benutzt sie die Steigerung: „Max“ – „Maxwell“ – „Mr. Sheffield!“
- ihre Aussage zu jeder Berühmtheit: „Ich bin ihr absolut größter Fan!“
- die Verfolgungsjagd, zu der Mr. Sheffield am Ende zahlreicher Szenen ansetzt, indem er hinter der fliehenden Fran aus dem Bild rennt
- Mr. Sheffields Rivalität mit Andrew Lloyd Webber und das Musical Cats, das Sheffield abgelehnt hatte
- Gracies psychologische Analyse verschiedener Situationen und ihre Begeisterung für Der Schrei von Edvard Munch
- Niles’ und Miss Babcocks Schlagabtausche, welche oft die niedrige gesellschaftliche Stellung des Butlers oder das Alter und die Ehelosigkeit der Miss Babcock zum Thema haben, selbst als die beiden schon verlobt sind
- Niles’ Analogien, um Fran und Mr. Sheffield auf ihre Zuneigung zueinander aufmerksam zu machen
- Niles’ Selbstmitleid und sein geringes Gehalt
- Niles’ Neugier und seine Unfähigkeit, Geheimnisse für sich zu behalten
- Miss Babcocks Unverständnis für Einfühlungsvermögen und ihre Unfähigkeit, sich die Namen der Kinder zu merken
- der Hund Chester, der sein Frauchen Miss Babcock abgrundtief hasst und Fran abgöttisch liebt
- Sylvias Vorliebe für spontane und häufige Besuche in Sheffields Villa und für das dort gereichte Essen
- Sylvias Diätversuche
- Yettas Senilität
- Yettas Liebesleben, das jenes ihrer Enkelin in den Schatten stellt; später sogar ihre Verlobung im hohen Alter mit Sammy (Ray Charles)
- Vals Naivität und Dummheit
- Von Frans Vater – Mortimer Fine – ist bis zur letzten Staffel nie das Gesicht zu sehen, sondern nur seine Rückseite bzw. sein Toupet
- Frans Angewohnheit, an ihren Zähnen zu reiben, um Lippenstiftreste zu entfernen.
- Frans Panikattacken, wenn sie in der Lebensgeschichte einer Person, die sich gerade in einer prekären Lage befindet (z. B. berufliche Erfolglosigkeit, Midlife-Crisis, Beziehungsprobleme), Parallelen zu sich selbst beziehungsweise zu ihrer eigenen Vergangenheit entdeckt, diese Umstände als schlechtes Omen für ihre eigene Zukunft deutet, und nun alles versucht, ihr vermeintliches Schicksal abzuwenden.

Zudem ist es ein besonderes Merkmal des Humors dieser Serie, dass oftmals irgendwelche Äußerungen der Figuren gleichzeitig oder sofort darauf durch eine Aktion widerlegt werden. Hierzu zählen auch Aussagen der Figuren über ihrer Ansicht nach negative Charaktereigenschaften anderer Personen, wobei sie selbst jedoch genau auf diese Beschreibung passen, oder Frans Beschreibung ihres Traummannes, die auf Maxwell zutrifft, ohne dass es ihr auffällt.
Die Serie durchbricht bei mehreren Gelegenheiten die vierte Wand. Unter anderem ist in einem Flashback eine Hochzeitsszene von Maxwell und Fran zu sehen, obwohl beide noch nicht verheiratet sind, worauf Fran sich direkt an das Publikum wendet mit den Worten: „Das hab ich für euch reingeschnitten.“ In einer anderen Folge unterhält sie sich in einer Doppelrolle mit ihrem echten Selbst und spricht über die Serie, bei einem besonders gemeinen Witz verneigt Niles sich vor dem Publikum im Studio, und als Lauren Lane schwanger ist, wird sie permanent hinter großen Requisiten versteckt, während genau darüber Witze gemacht werden.

## DVD-Veröffentlichungen
Sony Pictures Home Entertainment hat die Staffeln 1, 2 und 3 von Die Nanny auf DVD in den Regionen 1, 2 und 4 veröffentlicht. Staffel 3 wurde am 17. März 2009 in Region 3 veröffentlicht, mehr als 3 Jahre nach Veröffentlichung der Staffel 2.
Am 27. August 2013 wurde bekannt, dass Mill Creek Entertainment die Rechte mehrerer Serien von Sony erworben hat, darunter auch Die Nanny.
Am 12. Januar 2015 sicherte sich Shout! Factory die Rechte für Region 1 (USA und Kanada) an der Serie. Eine Komplettbox ist am 26. Mai 2015 in den USA und Kanada erschienen. Shout! Factory besitzt keine Rechte an der Serie für andere Regionen. Shout! Factory scheint auch die bisher unveröffentlichten Staffeln einzeln herauszubringen, begonnen wurde mit Staffel 4 am 22. September 2015, dann ging es im zweimonatigen Abstand weiter.
| DVD-Name                 | Anzahl Episoden | Veröffentlichung   | Veröffentlichung      | Veröffentlichung      | Spezials |
| DVD-Name                 | Anzahl Episoden | Region 1           | Region 2              | Region 4              | Spezials |
| Die komplette 1. Staffel | 22              | 12. Juli 2005      | 9. August 2005        | 13. Juli 2005         | - Kommentare von Fran Drescher - Das Making-of von Die Nanny |
| Die komplette 2. Staffel | 26              | 2. Mai 2006        | 8. Juni 2006          | 10. Mai 2006          | |
| Die komplette 3. Staffel | 27              | 17. März 2009      | 5. März 2009          | 11. März 2009         | |
| Die komplette 4. Staffel | 26              | 22. September 2015 | wird noch angekündigt | wird noch angekündigt | |
| Die komplette 5. Staffel | 23              | 22. Dezember 2015  | wird noch angekündigt | wird noch angekündigt | |
| Die komplette 6. Staffel | 22              | 15. März 2016      | wird noch angekündigt | wird noch angekündigt | |
| Die komplette Serie      | 146             | 26. Mai 2015       | wird noch angekündigt | wird noch angekündigt | - Fran Drescher und Peter Marc Jacobson erzählen die wahre Story zur Entstehung der Nanny in einem nie zuvor gezeigten Interview - 1x01 Das neue Kindermädchen (Pilot) – Kommentiert von Fran Drescher - 1x07 Die eingebildete Freundin (Imaginary Friend) – Kommentiert von Fran Drescher - 1x22 Muttertag (I Don't Remember Mama) – Kommentiert von Fran Drescher - Das Making-of von Die Nanny |

## Auszeichnungen

### Gewonnen

#### Rose d’Or
- FRAPA Scripted Format – Sony Pictures Television International (2006)

#### Young Artist Awards
- Best Performance by a Young Actor: TV Comedy Series – Benjamin Salisbury (1996)

#### EmmyAwards
- Outstanding Individual Achievement in Costuming for a Series – Brenda Cooper (1995)

### Nominierungen

#### Golden Globe Awards
- Best Performance by an Actress in a TV-Series – Comedy/Musical – Fran Drescher (1996)
- Best Performance by an Actress in a TV-Series – Comedy/Musical – Fran Drescher (1997)

#### EmmyAwards
- Outstanding Individual Achievement in Hairstyling for a Series – Dugg Kirkpatrick (1995)
- Outstanding Individual Achievement in Directing for a Comedy Series – Lee Shallat Chemel (1995)
- Outstanding Supporting Actress in a Comedy Series – Renée Taylor (1996)
- Outstanding Lead Actress in a Comedy Series – Fran Drescher (1996)
- Outstanding Individual Achievement in Costuming for a Series – Brenda Cooper (1996)
- Outstanding Lead Actress in a Comedy Series – Fran Drescher (1997)
- Outstanding Individual Achievement in Costuming for a Series – Brenda Cooper (1997)
- Outstanding Individual Achievement in Costuming for a Series – Shawn Holly Cookson & Terry Gordon (1997)
- Outstanding Lighting Direction (Electronic) for a Comedy Series – Jimmy E. Jensen (1998)
- Outstanding Costuming for a Series – Shawn Holly Cookson & Terry Gordon (1998)
- Outstanding Costuming for a Series – Shawn Holly Cookson & Terry Gordon (1999)

## Adaptionen
Trotz Ausstrahlung der Originalserie in insgesamt über neunzig Ländern werden seit 2001 (beginnend mit der türkischen Produktion Dadı) verschiedene „lokale“ Versionen der Serie re-produziert, darunter insbesondere eine Vielzahl voneinander unabhängiger Varianten für den südamerikanischen und osteuropäischen Raum. Die Sendungen orientieren sich wörtlich und inhaltlich stark an den ursprünglichen Drehbüchern, wobei zumeist grundsätzliche Abweichungen zugunsten kultureller und landestypischer Anpassung vorgenommen werden.

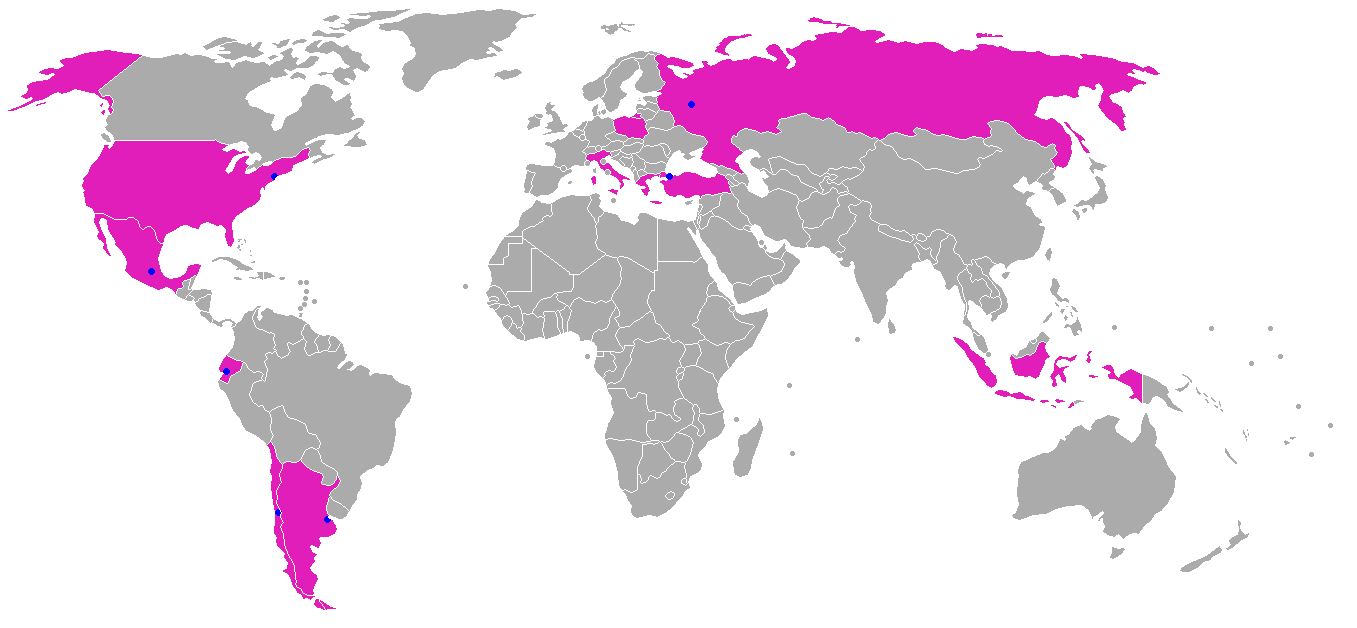
Länder mit einer eigenen Version von The Nanny

- Argentinien – La Niñera (seit 2004)
- Chile – La Nany (seit 2005)
- Ecuador – La Niñera
- Griechenland – Η Νταντά (2003–2005)
- Indonesien – Neny (in Produktion)
- Mexiko – La Niñera
- Polen – Niania (seit 2005)
- Russland – Моя Прекрасная Няня (seit 2004)
- Türkei – Dadı (2000–2009)

## Hintergrund
- Die Idee zur Serie entwickelte Fran Drescher nach einer Kreuzfahrt mit der Familie ihrer britischen Freundin Twiggy.
- Fran Dreschers Styling als Fran Fine war von ihrem Auftritt in Weird Al Yankovics Film UHF – Sender mit beschränkter Hoffnung inspiriert, in dem sie vier Jahre zuvor eine Fernseh-Außenmoderatorin gespielt hatte.
- Neben ihrer Darstellung der Fran Fine absolvierte Fran Drescher im Laufe der Serie weitere Auftritte, darunter in ihrer Rolle als Bobbi Flekman (eine Figur aus dem Film This Is Spinal Tap von 1984) und einen Cameo-Auftritt als sie selbst.
- Lauren Lane (C. C.) und Rachel Chagall (Val) wurden während der Dreharbeiten zur sechsten und letzten Staffel auf Grund ihrer Schwangerschaften beide vorübergehend aus den Drehbüchern geschrieben. C. C.s bzw. Lanes Schwangerschaftsbauch wurde auch wiederholt bewusst schlecht kaschiert, etwa durch eine vorgehaltene Handtasche oder andere Elemente, die den Bauch aber nur unzureichend verdeckten.
- Um größeres Interesse beim Publikum zu erzielen, wurde Die Nanny (vielmehr La Tata) in Italien vor ihrer Erstausstrahlung komplett umgeschrieben. So trägt Fran beispielsweise den Namen „Francesca Cacace“, während ihre Wurzeln nicht dem Jüdischen, sondern der italienischen Provinz entstammen.
- Renée Taylor sei vom Arzt verschrieben worden nicht mehr so viel zu naschen. Weil es zu einem running Gag der Serie geworden war, dass die Rolle der Sylvia so viel und übermäßig isst wurde es vor allem in den letzten Staffeln oft nur angedeutet.
- Frans Vater Morty war in den ersten fünf Staffeln der Serie nie von vorn zu sehen. Der Zuschauer sah ihn hin und wieder von hinten, und teilweise hielten seine Toupets als Platzhalter her, wenn er in einer Szene gebraucht wurde. Erst in der sechsten und damit letzten Staffel trat Morty „richtig“ in der Serie auf und wurde von Steve Lawrence gespielt.
- Fran Dreschers wirkliche Eltern heißen Morty und Sylvia. Ihr Vater Morty hatte einige wenige Gastauftritte als Frans Onkel Stanley Rosenberg, auch waren beide in einer Abschlussszene zu sehen, wie sie im Fernsehen über Restaurants reden. Zudem sitzen die beiden in der ersten Staffel im Wartezimmer von Gracies Therapeuten.
- Die Kulissen von Max’ Haus in der Pilotfolge unterscheiden sich enorm von den Kulissen, die im weiteren Verlauf verwendet wurden: Die Eingangstür und die Treppe befinden sich auf der linken Seite, ab der zweiten Folge jedoch sind sie auf der rechten Seite.
- Im Vorspann der deutschen Fassung wurde anfangs der ursprüngliche englische Titelsong The Nanny Named Fran verwendet, nach kurzer Zeit entschloss sich RTL jedoch zu einer Synchronisation, gesungen von Lisa Wahlandt[4]. Heute sendet RTL den deutschen Vorspann, während in den VOX- und Super-RTL-Wiederholungen fast ausschließlich das englische Original zu hören ist. Auch bei zdf neo und momentan im Disney Channel (Deutschland) ist ausschließlich das englische Original zu hören. Bei RTLup ist wieder die deutsche Fassung zu hören.
- Fran Drescher trug ihren eigenen Ehering während der Dreharbeiten am Daumen, da sie in der Serie die (vorerst) nicht verheiratete Nanny spielte.
- In einer Folge (Die Hochzeit) wird über den „göttlichen“ Status von Frank Sinatra diskutiert. Diese Folge wurde zum ersten Mal am 13. Mai 1998 ausgestrahlt. Am folgenden Tag starb Sinatra.
- Eigentliche Besitzerin von C. C.s Hund „Chester“ war Hauptdarstellerin Fran Drescher.
- Barbra Streisand hat nie selbst einen Auftritt in der Serie. In der Folge „Woman in Love“ (Staffel 6, Folge 19) spielte allerdings Loren Michaels das Double. Streisands Halbschwester Roslyn Kind absolvierte einen Gastauftritt in der Folge „Rund ums Auto“ (Staffel 4, Folge 10).
- In der 13. Folge der Serie Die Liebe muß verrückt sein tritt Charles Shaughnessy in seiner Rolle des Maxwell Sheffield auf und in der vierten Folge der Serie Saras aufregendes Landleben ist Renée Taylor als Sylvia Fine zu sehen. In Die Nanny wiederum absolviert Ray Romano einen Gastauftritt als Ray Barone, der Hauptrolle aus Alle lieben Raymond (Staffel 5, Folge 19). Ray und Fran sind zusammen zur Schule gegangen. Damit ist Die Nanny die älteste Serie im gemeinsamen Serienuniversum von Alle lieben Raymond, Becker, Cosby, Die Liebe muß verrückt sein, Die Nanny, King of Queens und Saras aufregendes Landleben sowie dem Spielfilm This Is Spinal Tap, in dem die Rolle Bobbi Flekman (Staffel 5, Folge 3) erstmals zu sehen war.

Zwischenzeitlich gab es zudem immer wieder Spekulation über eine Neuauflage der Sitcom selbst. Im Frühjahr 2022 erklärte Drescher, dass sie zwar einem Reboot nicht abgeneigt sei, aber sich aktuell auf das Musical konzentriere und eventuell danach konkrete Überlegung anstelle, ob ein Reboot produziert werde.